# Hana Čížková
Hana Čížková (* 13. září 1953 České Budějovice) je česká herečka.
Od dětství ráda zpívala, tancovala a hrála v dětském ochotnickém divadle. Později, po ročním hostování ve sboru Divadla Semafor, se rozhodla ke studiu zpěvu a herectví na lidové konzervatoři, (což je dnešní Konzervatoř Jaroslava Ježka). Po jejím absolutoriu působila v Hudebním divadle v Karlíně, hostovala i v nedalekém Divadle E. F. Buriana. Její uměleckou dráhu přerušily mateřské povinnosti. Po návratu z mateřské dovolené vystupovala se skupinou Gag Borise Hybnera, později i v Divadle U Hasičů.
V Československé televizi poprvé účinkovala v roce 1969 v televizním seriálu Pan Tau, první výraznější filmová role přišla v roce 1971 ve válečném snímku Vlak do stanice Nebe režiséra Karla Kachyni. od té doby vytvořila více než 50 filmových a televizních rolí.
Největší roli získala ve filmové sérii Kameňák, kde hrála Sáru Kohnovou, manželku Lea Kohna (Josef Laufer).